# American Recordings

Logo de American Recordings.

Este artículo hace referencia a un sello discográfico. Para el álbum de Johnny Cash ver American Recordings (álbum).
American Recordings es un sello discográfico creado por el productor Rick Rubin en 1988. Su sede se encuentra en Los Ángeles (EE. UU.). Entre sus artistas más famosos se encuentran Slayer, The Black Crowes, Danzig, Johnny Cash y System of a Down.